# Ливанска гражданска война
Ливанската гражданска война е конфликт, който се разразява в Република Ливан през 1975–1990 г. Причина за избухване на конфликта е преместването на въоръжените отряди на Организацията за освобождение на Палестина (ООП) от Йордания в Ливан през 1970 г. в резултат на т.нар. черен септември.
Краят на войната се поставя с посредничеството на Саудитска Арабия с преговорите в Тайф от края на 1989 г.

## История
Ливанската гражданска война коства живота на над 120 000 души, 115 000 са ранени и 20 000 се водят безследно изчезнали. Близо 800 000 ливанци емигрират в чужбина.
След арабско-израелската война от 1948 г. Ливан става дом за над 150 хил. палестински бежанци. От 1970 г. до 1973 г. ООП е в центъра на Йорданската гражданска война, която пропъжда голяма част от палестинските бойци и бежанци в Ливан. До 1975 г. те вече са 300 хил. души, създавайки държава в държавата в Южен Ливан. ООП става все по-силна и по-силна и изиграва главна роля в Ливанската гражданска война.
Ливанската гражданска война е резултат от конфликти и политически компромиси от времето на колониализма, сложно демографско развитие, вътрешни религиозни християнски и мюсюлмански конфликти, намесата на Сирия, Израел, ООП и това, че е част от Студената война са причините за нея. На 13 април 1975 г., в отговор на опита за убийството на водачите на един от християнските кланове, членове на неговата партия разстрелват палестинци в един от кварталите на столицата Бейрут. Този акт се счита за началото на гражданската война в Ливан, която не е на религиозна основа, поради фактът, че всеки е срещу всеки — християни срещу християни, палестинци срещу християни, мюсюлмани срещу мюсюлмани, както и християни срещу мюсюлмани. Във войната взимат участие САЩ, Франция, Израел и Ватикана на страната на християните, а за мюсюлманите се сражават СССР, Сирия, Палестина и арабските страни. Това е една от войните взела най-много цивилни жертви в рамките на арабско-израелския конфликт.
На 10 юли 1981 г. след кратък мир насилието отново избухва в Южен Ливан, причина за това е убийството на израелския посланик в Лондон. Израелски въздушни сили атакуват палестински цели в Ливан и в същия ден палестинци обстрелват северен Израел с ракети. Вследствие на тези нападения Израел започва операцията „Мир за Галилея“ начело с министъра на отбраната Ариел Шарон. На 6 юни 1982 г. 2000 израелски танка, 10 хил. армия, 1000 самолета и 500 военни кораба, започват офанзива на север от границата на Израел към Бейрут. Цел на евреите е ООП да се изтеглят на 40 км. навътре в Ливан. След постигането на тази цел, те продължават към столицата, където са основните сили на палестинците. Градът е под тежка обсада и постоянни бомбардировки в продължение на 3 месеца. В края на август същата година е постигнато споразумение и ООП заминават за Тунис. Вакуума, който се получава вследствие на заминаването на ООП позволява на израелската армия да обгради бежанските лагери в Бейрут и да позволи на ливанските християнски милиции да избият много от намиращите се там палестинци. Израелските части не се намесват в избиването палестинските мюсюлмани от лагерите. Броят на убитите ливанци и палестинци след „Мир за Галилея“ възлиза на 17825 души.
Израел изтегля войските си само на 40 км. навътре в Ливан, като окупира градовете и селата отвъд тази линия, както и най-важния източник на питейна вода за Ливан – река Литани. Израел се изтегля от Ливан през 2000 г. вследствие на борбата на съпротивата в лицето на Хизбула. Войната в Ливан приключва на 22 ноември 1990 г.